# Functional (C++)
В контекстні мови програмування C++, functional це файл заголовку, що є частиною Стандартної бібліотеки C++ і містить набір зумовлених 
шаблонів класів для функціональних об'єктів (функторів), включаючи арифметичні операції, порівняння, і логічні операції. Екземплярами цих шаблонів є класи C++, які визначають оператор виклику функції, і екземпляри цих класів можуть викликатися так, ніби ці об'єкти є функціями. Це дає можливість виконувати дуже складні операції без написання нового функціонального об'єкту, просто поєднуючи заздалегідь визначені функтори і адаптери функціональних об'єктів.
Основним призначенням шаблону класів std::function, що запропонований в C++11 відігравати роль поліморфної функції обгортки. 
Екземпляри функтора std::function можуть зберігати, копіювати, і викликати цільові функції, лямбда вирази (вирази, що визначають анонімні функції), вирази зв'язування (bind expressions) (екземпляри функцій адаптерів, які перетворюють одні функції в інші функції з меншою арністю повертаючи значення для частини аргументів), або інші функціональні об'єкти.
Алгоритми, що надаються Стандартною бібліотекою C++ не потребують функціональних об'єктів з більше ніж двома аргументами. Функціональні об'єкти, які повертають значення типу Boolean є важливим окремим випадком. Унарні функції, які повертають логічний тип bool називаються предикатами, а бінарні функції, які повертають тип bool називаються бінарними предикатами.

## Функціональний об'єкт
Функціональний об'єкт це будь-який об'єкт, для якого визначений оператор виклику функції. Функціональні об'єкти це об'єкти, які спеціально спроектовані так, щоб використовуватись із синтаксисом
схожим на виклик звичайної функції. В C++, це досягається шляхом визначення функції класу operator(), наприклад:
```
struct
 
myclass
 
{

  
int
 
operator
()(
int
 
a
)
 
{
return
 
a
;}

}
 
myobject
;

int
 
x
 
=
 
myobject
 
(
0
);
           
// використовується об'єкт, але синтаксис подібний до виклику функцій

```

Вони зазвичай використовуються як аргументи функцій, таких як предикати або функції порівняння, які передаються в стандартні алгоритми.